# Mid Ocean Meeting Point
Der Mid Ocean Meeting Point (MOMP) (Deutsch "Treffpunkt in der Mitte des Ozeans") war die englische Bezeichnung eines Übergabepunktes für die Bewachung von Geleitzügen.
Im Ersten und Zweiten Weltkrieg wurden die Handelsschiffe der Alliierten, die über den Atlantik fuhren, zu Geleitzügen zusammengefasst, um sie besser vor feindlichen Angriffen schützen zu können.
In der östlichen Hälfte des Atlantiks hatte die britische Royal Navy die Bewachung zu übernehmen und im westlichen Teil die US Navy bzw. die kanadische Royal Canadian Navy.
Aus organisatorischen Gründen wurde ein Treffpunkt in der Mitte des Atlantik festgelegt, wo die Bewachung zwischen den Marinen ausgewechselt wurde. Die zum Schutz eingeteilten Kriegsschiffe der bisher bewachenden Marine kehrten zu ihren Stützpunkten zurück und ihre Positionen im Geleitzug wurden von den Schiffen der anderen Marine übernommen. Im Zweiten Weltkrieg lag der MOMP zwischen dem 26. und 22. Längengrad.